# Севлич
Севлич (арм. Սեւ լիճ), Ишиглы-Карагёль (азерб. İşıqlı Qaragöl) — «чёрное озеро»; устар. Карагелъ — озеро на границе Армении и Азербайджана. Расположено на территориях Сюникской области и Лачинского района соответственно. Высота над уровнем моря — 2650 метров. Площадь зеркала — 1,92 км², объём — 11 600 тыс. м³, диаметр озера — 1,5 км, длина береговой линии — 5 км, максимальная глубина — 7,8 м.
Территория вокруг озера покрыта растительностью, типичной для субальпийских лугов. Близ озера насчитываются 102 вида растений. В настоящее время Севлич и территория вокруг него является заказником.